# Jaime Fernández
Jaime Fernández Bernabé (Madrid, 4 de junho de 1993) é um basquetebolista profissional espanhol que atualmente joga pelo Movistar Estudiantes. O atleta possui 1,86m de altura e joga na posição armador.

## Ligações Externas
- Jaime Fernández no X